# Drietomica (přírodní památka)
Drietomica je přírodní památka v katastrálním území obce Drietoma v okrese Trenčín v Trenčínském kraji na Slovensku. Území bylo vyhlášeno v roce 1997 a jeho rozloha je 15,72 hektaru. Předmětem ochrany je zachovalý podhorský tok s bohatými břehovými porosty, které jsou hnízdištěm řady druhů ptáků.